# Buzuluki járás
A Buzuluki járás (oroszul Бузулу́кский район) Oroszország egyik járása az Orenburgi területen. Székhelye Buzuluk.

## Népesség
- 1989-ben 30 374 lakosa volt.
- 2002-ben 33 133 lakosa volt.
- 2010-ben 31 071 lakosa volt, melyből 27 534 orosz, 513 mordvin, 506 tatár, 502 török, 468 ukrán, 262 kazah, 200 csuvas, 177 örmény, 127 azeri, 120 fehérorosz, 117 üzbég, 100 cigány.